# Aulactinia
Bông sùa (Danh pháp khoa học: Aulactinia) là một chi hải quỳ trong họ Actiniidae.

## Các loài
Chi này gồm các loài:
- Aulactinia capitata AG., MS. 1849 in Verrill, 1864
- Aulactinia incubans Dunn, Chia & Levine, 1980
- Aulactinia marplatensis (Zamponi, 1977)
- Aulactinia stella (Verrill, 1864)
- Aulactinia sulcata (Clubb, 1902)
- Aulactinia veratra (Drayton in Dana, 1846)
- Aulactinia verrucosa (Pennant, 1777)